# Izquierda y Demócratas
Izquierda y Demócratas (en polaco: Lewica i Demokraci, abreviado LiD) fue una coalición política formada el 3 de septiembre de 2006 antes de las elecciones municipales de Varsovia. La coalición pretende ser una alternativa al nacionalismo conservador de Ley y Justicia y a la derecha liberal de la Plataforma Cívica, que fueron los dos principales partidos polacos en las elecciones generales de 2007.
La coalición la componen cuatro partidos:
- Alianza de la Izquierda Democrática (SLD)
- Partido Socialdemócrata de Polonia (SdPl)
- Unión del Trabajo (UP)
- Partido Democrático (PD)